# Gloire à nos illustres pionniers
Gloire à nos illustres pionniers est un recueil composé de seize nouvelles de Romain Gary paru en 1962.
Ce recueil est réédité en 1975 sous le titre Les oiseaux vont mourir au Pérou.

## Les seize nouvelles
1. Les oiseaux vont mourir au Pérou
2. Le Luth
3. Un humaniste
4. Décadence
5. Le Faux
6. Les Joies de la nature
7. Noblesse et grandeur
8. Citoyen pigeon
9. Une page d'histoire
10. Le Mur (simple conte de Noël)
11. Tout va bien sur le Kilimandjaro
12. Je parle de l'héroïsme
13. Les Habitants de la Terre
14. J'ai soif d'innocence
15. La Plus Vieille Histoire du monde
16. Gloire à nos illustres pionniers

## Éditions
- Éditions Gallimard, (1962).